# Nyctemera abraxoides
Nyctemera abraxoides är en fjärilsart som beskrevs av Walker 1862. Nyctemera abraxoides ingår i släktet Nyctemera och familjen björnspinnare. Inga underarter finns listade i Catalogue of Life.